# Huang Chih-hsiung
Huang Chih-hsiung (förenklad kinesiska: 黄志雄; traditionell kinesiska: 黃志雄; pinyin: Húang Zhìxióng), född den 16 oktober 1976 i Taipei, är en taiwanesisk taekwondoutövare.
Han tog OS-silver i fjäderviktsklassen i samband med de olympiska taekwondo-turneringarna 2004 i Aten.